# Prínia xerraire
La prínia xerraire (Spiloptila clamans) és una espècie d'ocell passeriforme del gènere Spiloptila que pertany a la família Cisticolidae pròpia del Sahel. És monotípic dins del gènere Spiloptila.

## Descripció
És un ocell petit, d'uns 9–10 cm de longitud total amb una llarga cua, composta de dotze plomes grises amb les puntes negres i blanques. Les plomes del centre de la cua són més llargues i van disminuint progressivament cap als laterals per la qual cosa quan la desplega és escalonada. El plomatge de les parts superiors del cos és en general de color canyella clar, amb vetejat negre al pili i també és negre les puntes de les primàries i les cobertores de les ales. El carpó és de color groc clar i presenta una llista supraciliar blanca i les parts inferiors del cos són blanquinoses. El mascle presenta tons més grisencs al clatell.

## Distribució i hàbitat
S'estén pel Sahel, des del sud de Mauritània i el nord del Senegal fins al Sudan del Sud i Eritrea. També s'ha descobert que crien al Sàhara Occidental, a Oued Jenna prop d'Auserd.
Cria en zones de matoll arç, especialment als matolls d'acàcies, fins i tot s'estén al desert, mentre tingui prou vegetació, i a la sabana amb arbres de fulla ampla, però evita les planes herbàcies i els matolls densos.

## Comportament
És una espècie força sociable i generalment s'observa en petits grups, al voltant d'una dotzena d'individus, que es mouen incansablement de matoll en matoll. Quan és a terra o posat en una branca, mou la cua amunt i avall i també de banda a banda mentre emet crits monòtomes semblants a les dels grills. Acostuma a cantar quan està posat en branques altes. S'Alimenta d'insectes que busca entre els matolls o entre les mates d'herba. És un migrant parcial, ja que les poblacions del nord es traslladen al sud per la temporada seca i tornen amb les pluges. L'època de cria ha estat registrada al juliol a Mali i Mauritània, durant tot l'any al Senegal i de gener a abril i de nou a l'agost al Sudan del Sud.